# Банка (Атлантски Пиринеји)
Банка (фр. Banca) насеље је и општина у југозападној Француској у региону Аквитанија, у департману Атлантски Пиринеји која припада префектури Бајон.
По подацима из 2011. године у општини је живело 333 становника, а густина насељености је износила 6,71 становника/km². Општина се простире на површини од 50 km². Налази се на средњој надморској висини од 522 метара (максималној 1.275 m, а минималној 231 m).

## Демографија
| 2011. |
| ----- |
| 333   |